# Boku wa Tomodachi ga Sukunai
Boku wa Tomodachi ga Sukunai (jap. 僕は友達が少ない, dt. „Ich habe nicht viele Freunde“), auch bekannt unter der Abkürzung Haganai (はがない), ist eine von dem japanischen Autor Yomi Hirasaka geschriebene Light-Novel-Reihe, die den Genres Seinen, Komödie und Harem zuzuordnen ist. Sie wird seit August 2009 von Media Factory veröffentlicht. Die Geschichte begleitet den Schüler Kodaka Hasegawa, dem es aufgrund seines Aussehens schwerfällt, Freunde zu finden. Er ist damit jedoch nicht allein und findet sich bald in einem Schulclub wieder, dessen Mitglieder das Schließen von echten Freundschaften lernen wollen.
Die Handlung der Romanreihe wurde durch zwei Mangareihen, eine Anime-Fernsehserie und ein Videospiel für die PlayStation Portable adaptiert.

## Handlung
Der Protagonist Kodaka Hasegawa hat einen schlechten Einstand als Schulwechsler an der „St.-Chronica-Schule“ (聖クロニカ学園, Sei Kuronika Gakuen). Er verspätet sich nicht nur zu seiner ersten Stunde, sondern betritt auch noch völlig außer Atem den Klassenraum. Mit seinen blondgefärbt wirkenden Haaren, seinem grimmigen Blick und seiner keuchenden Stimme hinterlässt er sowohl bei der empfindlichen Lehrerin als auch bei den Schülern den Eindruck eines gewalttätigen Delinquenten. Dieses Gerücht verbreitet sich sehr schnell an der katholischen Oberschule, und er bekommt nicht einmal die Gelegenheit, dieses Missverständnis aufzuklären.
Eines Tages, als er das Klassenzimmer betreten will, wird er zufällig Zeuge eines Gesprächs von Yozora Mikazuki, welches ihr peinlich ist und das sie zu seiner Verwunderung mit ihrem imaginären Freund Tomo führt. In dem folgenden Gespräch, in dem Yozora ihren sehr rauen Umgangston offenbart, müssen sich beide eingestehen, dass sie ein großes Problem mit dem gesellschaftlichen Leben haben. Aus dem Dialog entsteht bei Yozora aber auch die Idee, einen Schulclub, den Rinjin-bu (隣人部, „Nächstenclub“), zu gründen, dessen Intention es ist, Freundschaften zu schließen und sozialen Umgang zu erlernen. In den folgenden Tagen ist Yozora damit beschäftigt, die Formalitäten zur Gründung des Clubs zu übernehmen, wobei sie den noch unwissenden Kodaka direkt als Clubmitglied verpflichtet.
Doch zunächst hat der Club nicht genügend Mitglieder, um zugelassen zu werden. So beginnt die Suche nach weiteren Clubmitgliedern und es gesellt sich einige Zeit später die Schulikone Sena Kashiwazaki hinzu, die allerdings mit Yozora im ständigen Streit ist. Ihr folgt die sich als schwächlicher Mann in Frauenkleidern ausgebende Yukimura Kusunoki sowie Rika Shiguma als Schülerin in Gestalt einer verrückten Wissenschaftlerin mit permanenten sexuellen Hintergedanken. Als Aufseher des Clubs agiert die noch recht junge und von Yozora gezwungene Nonne Maria Takayama, die sich ihrerseits im ständigen Streit mit Kodakas jüngerer Schwester, Kobato Hasegawa, befindet.
Zusammen versuchen die Clubmitglieder, geprägt von verschiedensten sozialen Problemen, nun ihrem Ziel nachzugehen, echte Freunde zu finden, ohne jedoch bei ihren verschiedenen Aktivitäten wirklich zu bemerken, dass sie diese eigentlich schon gefunden haben. Zugleich ergibt sich aber auch das Problem, dass sich alle weiblichen Charaktere gleichermaßen in Kodaka verlieben.

### Hauptcharaktere
Kodaka Hasegawa (羽瀬川 小鷹, Hasegawa Kodaka)
Er ist der Protagonist der Handlung und ein eigentlich zurückhaltender und aufrichtiger Schüler. Da er jedoch mütterlicherseits englischen Ursprungs ist, besitzt er strähnig blondes Haar und einen eher grimmigen Gesichtsausdruck. Die Menschen in seiner Umgebung nehmen ihn daher vorverurteilend als Delinquenten wahr und versuchen, ihn zu meiden. Aufgrund einiger Missverständnisse an der neuen Schule verstärkt sich dieser Eindruck noch weiter, sodass sich verschiedenste Gerüchte verbreiten und er keinerlei Anschluss finden kann.
Yozora Mikazuki (三日月 夜空, Mikazuki Yozora)
Die dunkelhaarige Yozora fällt vor allem wegen ihres sehr schroffen und hochnäsigen Verhaltens auf. Dies wirkt auf viele ihrer Mitschüler abstoßend und so ist auch sie oft allein. Dies führt so weit, dass sie im Geheimen unter anderem Gespräche mit ihrem imaginären Freund Tomo führt. Sie ist jedoch, wie sich erst später herausstellt, eine Kindheitsfreundin von Kodaka. Kodaka lernte sie zu dieser Zeit jedoch als rauflustigen Jungen kennen. Yozora, die ein wenig in ihn verliebt war und sich in Mädchenkleidung präsentieren wollte, verpasste die Gelegenheit dazu, als Kodaka überraschend wegzog.
Durch ihre aggressive, selbstverliebte Art kommt es jedoch auch immer wieder zu Streitigkeiten und Problemen. Insbesondere bekriegt sie sich regelmäßig mit Sena, wobei sie meist das Duell für sich entscheiden kann. Dies setzt sich bei ihrer Beziehung zu Maria fort, die sie an der Nase herumführt, und Yukimura, der sie einredet, im Maid-Kostüm für den Club zu arbeiten, um ihre Probleme zu überwinden. Rika ist unterdessen die einzige Person, gegen die ihre verbale Attacken ins Leere laufen, weshalb sie es mit der Zeit aufgibt, sich an Rika zu versuchen.
Sena Kashiwazaki (柏崎 星奈, Kashiwazaki Sena)
Sena ist die Tochter des Schuldirektors Pegasus Kashiwazaki und eigentlich eine hoch angesehene, schöne und intelligente Schülerin. Dennoch sehnt sie sich danach, eher ungewöhnlichen Hobbys nachzugehen und echte Freunde zu finden. Schließlich liegen der blonden Sena die männlichen Schüler zu sehr zu Füßen, während sie von den Schülerinnen beneidet wird. Sie hält sich selber für perfekt und ist sich ihrer teils arroganten Art bewusst.
Innerhalb des Schulclubs genießt sie es, ihre Zeit mit Videospielen, einschließlich Bishōjo Games (Spielen mit hübschen Mädchen) und Erogēs zu verbringen, da sie dadurch (virtuelle) Mädchenfreundschaften schließen kann, solange sie nicht wieder mit Yozora in einen Streit verfällt. Aufgrund ihrer Körperstatur wird sie dabei von Yozora immer wieder als Niku (肉, dt. „Fleisch“) bezeichnet, was eine abfällige Anspielung auf ihre üppige Oberweite ist. Insgeheim mag Sena diese Bezeichnung jedoch, schließlich ist es der erste Spitzname, den sie jemals erhalten hat. Da sie aber immer wieder an den verbalen Attacken von Yozora scheitert, bricht sie auch schnell in Tränen aus, rennt weg und braucht erst eine gewisse Zeit, um sich wieder zu sammeln.
Ganz anders fällt unterdessen ihre Beziehung zu Kobato aus. Auf sie macht Kobato den Eindruck einer jungen Schwester, die sie am liebsten die ganze Zeit in verschiedenste Kostüme stecken würde. Ganz zum Missfallen von Kobato, die am liebsten vor ihr flöhe.
Yukimura Kusunoki (楠 幸村, Kusunoki Yukimura)
Yukimura wird zunächst als Stalker von Kodaka und anschließend als Mann mit zahlreichen weiblichen Attributen vorgestellt, der zudem auch noch ein Crossdresser ist. Zugleich ist Yukimura aber auch schnell beeinflussbar und lässt sich unter anderem von Yozora einreden, dass er durch das Dienen unter Kodaka an „Männlichkeit“ gewinnen könne. Seitdem arbeitet Yukimura immer wieder als Maid im Club und nennt Kodaka dabei immer wieder Aniki (älterer Bruder). Wie sich später herausstellt (Band 5), ist Yukimura aber kein Junge, sondern ein sehr leicht zu beeinflussendes und schüchternes Mädchen. Bis es jedoch so weit ist, versucht sie mit einem gewissen Selbstverständnis, den Wünschen ihres „großen Bruders“ nachzukommen, selbst wenn sie dabei über das Ziel hinausschießt und z. B. Maria zwingt, gegen ihren Willen Proteindrinks zu sich zu nehmen, da Kodaka sie darum bat, Maria gesund zu ernähren.
Rika Shiguma (志熊 理科, Shiguma Rika)
Die Schülerin Rika wird als eine Art verrückte Wissenschaftlerin vorgestellt, die für sich zurückgezogen immer wieder Experimente durchführt. Als ihr nach einem missglückten Experiment jedoch von Kodaka das Leben gerettet wird, ist sie ebenfalls immer wieder als Mitglied im Club vertreten. Dort fällt sie hauptsächlich dadurch auf, einfach alles pervertieren zu können und als Fujoshi an besonders Yaoi-Dōjinshi interessiert zu sein. Dabei kommt ihr die komische Beziehung zwischen Kodaka und Yukimura gerade recht.
Kobato Hasegawa (羽瀬川 小鳩, Hasegawa Kobato)
Kobato ist die jüngere Schwester von Kodaka und eigentlich noch eine Mittelschülerin. Dennoch besucht sie immer wieder den Club, da sie eine enge Beziehung zu ihrem Bruder pflegt und schnell eifersüchtig und aggressiv wird, wenn sie nicht die Zuneigung erfährt, die sie für nötig erachtet. Dies geht so weit, dass es ziemlich klar wird, dass sie einen Bruder-Komplex hat. Dabei sieht sie insbesondere Maria als große Rivalin, und der Konflikt zwischen den beiden wird noch dadurch angeheizt, dass Kobato eine große Zuneigung zu Vampiren, Dunkelheit und makaberen Dingen hat. Spätestens seitdem sie den Anime Full Metal Necromancer (eine Anspielung auf Fullmetal Alchemist) gesehen hat. So spricht sie immer wieder im für Anime typischen Jargon, steckt sich in ein rotes Gothic-Kleid, trägt einseitig eine rote Kontaktlinse und gibt vor, Reisys VI Felicity Sumeragi zu sein. Diese Fassade bricht jedoch sehr schnell zusammen, sobald sie aufgeregt ist und sie in einem starken Kyūshū-Akzent zu sprechen beginnt. Dadurch wird sie für Sena jedoch nur umso attraktiver.
Maria Takayama (高山 マリア, Takayama Maria)
Maria ist, obwohl sie die Jüngste im Bunde ist, die Leiterin des Clubs. Das Nonnen-Mädchen ist jedoch sehr naiv und lässt sich schnell erpressen, an der Nase herumführen oder mit Süßigkeiten verführen, sodass die anderen Clubmitglieder (insbesondere Yozora) mit ihr eigentlich machen können, was sie wollen. Maria fühlt sich dabei stark zu Kodaka hingezogen und bezeichnet ihn, sehr zum Unbehagen von Kobato, auch gern als ihren Bruder. Dadurch und wegen des düsteren Schauspiels von Kobato befindet sie sich immer wieder mit ihr im Streit.

## Entstehung und Veröffentlichungen

### Light Novel
Die noch immer fortgesetzte Light-Novel-Reihe Boku wa Tomodachi ga Sukunai wird vom japanischen Autoren Yomi Hirasaka geschrieben und die die Handlung begleitenden Illustrationen werden von Buriki gezeichnet. Die Veröffentlichung der Romanreihe begann Ende August 2009 beim von Media Factory zugehörigen Imprint MF Bunko J. Bisher (Stand: Oktober 2014) wurden zehn Bände veröffentlicht.
- Band 1: ISBN 978-4-8401-2879-7, 25. August 2009
- Band 2: ISBN 978-4-8401-3095-0, 25. November 2009
- Band 3: ISBN 978-4-8401-3252-7, 25. März 2010
- Band 4: ISBN 978-4-8401-3457-6, 23. Juli 2010
- Band 5: ISBN 978-4-8401-3589-4, 25. November 2010
- Band 6: ISBN 978-4-8401-3881-9 (Sonderausgabe: ISBN 978-4-8401-3880-2), 25. Mai 2011
- Band 7: ISBN 978-4-8401-4222-9 (Sonderausgabe: ISBN 978-4-8401-4221-2), 22. September 2011
- Band 8: ISBN 978-4-8401-4598-5, 25. Juni 2012
- Band 9: ISBN 978-4-8401-5129-0, 23. August 2013
- Band 10: ISBN 978-4-04-066392-0, 6. Juni 2014

Die Sonderausgabe des siebten Bandes enthielt dabei eine DVD mit einer Pilotfolge der eine Woche später startenden Anime-Fernsehserie.
Eine Sammlung von Nebengeschichten namens Boku wa Tomodachi ga Sukunai: Connect (僕は友達が少ない CONNECT; ISBN 978-4-8401-4365-3) folgte am 25. Dezember 2012. Diese stammen von Yomi Hirasaka.
Daneben erschien eine Anthologie mit Kurzgeschichten verschiedener Light-Novel-Schriftsteller unter dem Titel Boku wa Tomodachi ga Sukunai: Universe (僕は友達が少ない ゆにばーす, ~: Yunibāsu; ISBN 978-4-8401-4306-6) am 25. November 2011. Die Autoren waren Yomi Hirasaka, Yūji Yūji (Autor der Romanreihe Ore no Kanojo to Osananajimi ga Shuraba Sugiru), Wataru Watari (Yahari Ore no Seishun Love Come wa Machigatteiru.), Yū Shimizu (Seirei Tsukai no Blade Dance) und Sō Sagara (Hentai Ōji to Warawanai Neko.). Ein zweiter Band folgte am 25. Februar 2013, ISBN 978-4-8401-4982-2 mit Geschichten der Autoren Yomi Hirasaka, Asaura (Ben-To), Hajime Asano (Mayo Chiki!), Ryō Iwanami (Sonna Asobi wa Ikemasen!), Shirō Shiratori (Nōrin) und Takaya Kagami (Densetsu no Yūsha no Densetsu).
Von November 2011 bis November 2012 wurden 620.000 Exemplare verkauft, wodurch sie Platz 7 der meistverkauften Light-Novel-Reihen des Jahres erreichte. Bis November 2013 kamen 290.000 weitere hinzu, wodurch sie auf Platz 16 landete.

### Manga
Aufbauend auf der Handlung der Light Novel entstanden mehrere Adaptionen als Manga.
Die Mangareihe Boku wa Tomodachi ga Sukunai wird von Itachi gezeichnet und erscheint seit 27. März 2010 (Mai-Ausgabe) in dem Magazin Gekkan Comic Alive. Bisher (Stand: Dezember 2013) wurden davon die einzelnen Kapitel zu bisher acht Tankōbon-Ausgaben zusammengefasst:
- Band 1: ISBN 978-4-8401-3346-3, 31. Juli 2010
- Band 2: ISBN 978-4-8401-3799-7, 31. Mai 2011
- Band 3: ISBN 978-4-8401-4035-5, 30. September 2011
- Band 4: ISBN 978-4-8401-4076-8, 31. Dezember 2011
- Band 5: ISBN 978-4-8401-4438-4, 30. April 2012
- Band 6: ISBN 978-4-8401-4708-8, 31. August 2012
- Band 7: ISBN 978-4-8401-4767-5, 31. Dezember 2012
- Band 8: ISBN 978-4-8401-5047-7, 30. April 2013

Eine zweite Adaption mit dem Titel Boku wa Tomodachi ga Sukunai+ (僕は友達が少ない＋) wird von Misaki Harukawa geschrieben und von Shōichi Taguchi gezeichnet. Sie gibt die Handlung aus der Sicht von Sena Kashiwazaki wieder und wurde vom 19. November 2010 (Ausgabe 12/2010, Herbstausgabe) bis 19. Juni 2012 (Ausgabe 7/2012) innerhalb des von Shūeisha herausgegebenen Magazins Jump SQ.19 veröffentlicht. Die Kapitel wurden in zwei Sammelbänden zusammengefasst:
- Band 1: ISBN 978-4-08-870337-4, 9. Oktober 2011
- Band 2: ISBN 978-4-08-870436-4, 8. August 2012

Der Manga Boku wa Tomodachi ga Sukunai: Shobōn! (僕は友達が少ない ショボーン!) geschrieben von Chiruwo Kazahana und gezeichnet von Shirabi erscheint in Media Factorys Magazin Comic Alive seit dem 27. Oktober 2011 (Ausgabe 12/2011). Der erste Sammelband wurde am 23. August 2012, ISBN 978-4-8401-4709-5 veröffentlicht.
Die vierte Manga-Reihe Boku wa Tomodachi ga Sukunai: Haganai Hiyori (僕は友達が少ない はがない日和) von Kiurian geschrieben und gezeichnet von bomi erschien im gleichen Magazin vom 27. August 2012 (Ausgabe 10/2012) bis 27. Februar 2013 (Ausgabe 4/2013). Die Kapitel wurden in einem Sammelband zusammengefasst, der am 23. März 2013, ISBN 978-4-8401-5033-0 erschien.
Daneben erschien noch eine Anthologie-Reihe, d. h. Bände mit Manga-Kurzgeschichten verschiedener Zeichner. Bisher (Stand: Dezember 2013) erschienen drei Bände:
- Band 1: ISBN 978-4-8401-4051-5, 23. Oktober 2011
- Band 2: ISBN 978-4-8401-4439-1, 23. März 2012
- Band 3: ISBN 978-4-8401-4781-1, 23. Januar 2013

Seven Seas Entertainment veröffentlicht den ersten Manga unter dem Titel Haganai: I Don’t Have Many Friends seit November 2012 auf Englisch. Im November 2013 lizenzierten sich auch den Shobōn!-Manga der ab Juli 2014 als Haganai: I Don't Have Many Friends – Now With 50 % More Fail! veröffentlicht werden soll, sowie Haganai Hiyori ab November 2014 als Haganai: I Don't Have Many Friends – Club Minutes.

### Anime

#### Boku wa Tomodachi ga Sukunai
Erstmals angekündigt wurde eine Adaption als Anime-Fernsehserie auf der Hülle des sechsten Band der Light Novel. Ihr folgte eine dem siebten Band beigelegte OVA, die eine humorvolle Vorschau zum eigentlichen Anime darstellt. Am 26. September 2012 erschien zudem eine zusätzliche 13. Folge als OVA Boku wa Tomodachi ga Sukunai: Add-on Disc (僕は友達が少ない あどおんでぃすく, ~: Ado-on Disuku).
Produziert wurde der Anime vom Studio AIC Build unter der Regie von Hisashi Saitō. Das Charakterdesign basiert auf der Vorlage, wurde jedoch von Yoshihiro Watanabe nochmals überarbeitet. Die künstlerische Leitung übernahm Yuka Hirama. Die Erstausstrahlung der zwölf Folgen umfassenden Serie, die die Handlung der ersten drei Bände und den Beginn des vierten Bandes wiedergibt, begann in der Nacht des 7. Oktober 2011 (und damit am vorherigen Fernsehtag) auf TBS. Im Abstand von etwa ein bis drei Wochen begannen die Sender MBS, CBC, BS-TBS (ehemals BS-i) und AT-X ebenfalls mit der zeitversetzten Übertragung. Die Erstausstrahlung endete am 23. Dezember 2011. Parallel dazu wurde die Serie als Stream auf Nico Nico Douga und mit englischen Untertiteln auf der Website von Funimation Entertainment gezeigt.
Die Veröffentlichung auf Blu-ray Disc und DVD begann am 13. Januar 2012. Die Medien enthielten jeweils zwei Folgen und wurden anfangs im Abstand von etwa einem Monat veröffentlicht:
- Nr. 1: Folgen 1–2, BD: ZMXZ-7551, DVD: ZMBZ-7561, 13. Januar 2012
- Nr. 2: Folgen 3–4, BD: ZMXZ-7552, DVD: ZMBZ-7562, 22. Februar 2012
- Nr. 3: Folgen 5–6, BD: ZMXZ-7553, DVD: ZMBZ-7563, 21. März 2012
- Nr. 4: Folgen 7–8, BD: ZMXZ-7554, DVD: ZMBZ-7564, 25. April 2012
- Nr. 5: Folgen 9–10, BD: ZMXZ-7555, DVD: ZMBZ-7565, 23. Mai 2012
- Nr. 6: Folgen 11–12, BD: ZMXZ-7556, DVD: ZMBZ-7566, 29. August 2012
- OVA: Folge 13, BD: ZMXZ-7557, DVD: ZMBZ-7567, 26. September 2012

#### Boku wa Tomodachi ga Sukunai Next
Vom 11. Januar bis 29. März 2013 nach Mitternacht (und damit am vorigen Fernsehtag) wurde die 2. Staffel Boku wa Tomodachi ga Sukunai Next (僕は友達が少ないNEXT) auf Tokyo Broadcasting System ausgestrahlt und mit etwa einer Woche Versatz auf MBS, CBC und BS-TBS. Die Regie wechselte zu Tōru Kitahata.
Die Folgen wurden in sechs Blu-rays und DVD zusammengefasst:
- Nr. 1: Folgen 1–2, BD: ZMXZ-8391, DVD: ZMBZ-8401, 27. März 2013
- Nr. 2: Folgen 3–4, BD: ZMXZ-8392, DVD: ZMBZ-8402, 28. August 2013
- Nr. 3: Folgen 5–6, BD: ZMXZ-8393, DVD: ZMBZ-8403, 25. September 2013
- Nr. 4: Folgen 7–8, BD: ZMXZ-8394, DVD: ZMBZ-8404, 30. Oktober 2013
- Nr. 5: Folgen 9–10, BD: ZMXZ-8395, DVD: ZMBZ-8405, 27. November 2013
- Nr. 6: Folgen 11–12, BD: ZMXZ-8396, DVD: ZMBZ-8406, 25. Dezember 2013

#### Episoden
Der Anime besteht insgesamt aus einer Pilotfolge die als der Sonderausgabe des siebten Romanbandes beigelegt war, den 12 Folgen der ersten Staffel, gefolgt von einer 13. Bonusfolge, und schließlich den 12 Folgen der Next-Staffel. Die Episodentitel der ersten Staffel haben die Eigenart stets mit einem Emoji zu enden und die der zweiten Staffel lehnen sich an die Titel anderer Light-Novel-Reihen an.
| Episode    | japanischer Titel | Erstausstrahlung | Endillustration   |
| 1. Staffel | 1. Staffel | 1. Staffel       | 1. Staffel        |
| ---------- | --- | ---------------- | ----------------- |
| 0          | 闇鍋は美少女が残念な臭い(;´∀`) (Yaminabe wa Bishōjo ga Zannen na Nioi)                                                  | 22. Sep. 2011    | —                 |
| 01         | 僕達は友達が出来ない(´・ω・`) (Boku-tachi wa Tomodachi ga Dekinai)                                                      | 7. Okt. 2011     | Kēji Mizoguchi    |
| 02         | 電脳世界は神様が居ない(゜Д゜) (Dennō Sekai wa Kamisama ga Inai)                                                         | 14. Okt. 2011    | Yūji Nimura       |
| 03         | 市民プールはフラグがない(；´Д`) (Shimin Pūru wa Furagu ga Nai)                                                          | 21. Okt. 2011    | Runa              |
| 04         | 後輩達は遠慮がないΣ(゜口゜; (Kōhai-tachi wa Enryo ga Nai)                                                               | 28. Okt. 2011    | Carnelian         |
| 05         | 今度はSAGAがガチな戦いヽ(`Д´)ノ (Kondo wa SAGA ga Gachi na Tatakai)                                                     | 4. Nov. 2011     | Huke              |
| 06         | カラオケボックスは客が少ない(つд⊂) (Karaoke Bokkusu wa Kyaku ga Sukunai)                                                | 11. Feb. 2011    | Redjuice          |
| 07         | 携帯電話は着信が少ない＿\|￣\|○ (Keitai Denwa wa Chakushin ga Sukunai)                                                  | 28. Nov. 2011    | Yuka Nakajima     |
| 08         | スクール水着は出番がないヽ(^o^)／ (Sukūru Mizugi wa Deban ga Nai)                                                       | 25. Nov. 2011    | Miyama-Zero       |
| 09         | 理事長は追想が切ない(-＿-) (Rijichō wa Tsuisō ga Setsunai)                                                              | 2. Dez. 2011     | Orion (AliceSoft) |
| 10         | 合宿は皆が寝ないヽ(゜∀゜)ノ (Gasshuku wa Minna ga Nenai)                                                                | 9. Dez. 2011     | Kantoku           |
| 11         | 女子は浴衣姿がな、超可愛い(゜∀゜) (Joshi wa Yukata Sugata ga na, Chō Kawaii)                                            | 16. Dez. 2011    | Misato Mitsumi    |
| 12         | 僕達は友達が少ない(｀・ω・´) (Boku-tachi wa Tomodachi ga Sukunai)                                                       | 23. Dez. 2011    | Buriki            |
| 13         | リレー小説は結末が半端ない L(゜□゜)」 (Relay Shōsetsu wa Ketsumatsu ga Hampanai)                                        | 26. Sep. 2012    | Itachi            |
| 2. Staffel | |                  |                   |
| 01         | やはり俺の青春はまちがっている (Yahari Ore no Seishun wa Machigatteiru)                                                 | 11. Jan. 2013    | Okama             |
| 02         | ホモゲ部 (Homoge-bu) | 18. Jan. 2013    | Eretto            |
| 03         | 俺の妹達がこんなに可愛い (Ore no Imōto-tachi ga Konna ni Kawaii)                                                        | 25. Jan. 2013    | Shirabi           |
| 04         | この中に１人、男がいる! (Kono Naka ni Hitori, Otoko ga Iru!)                                                            | 1. Feb. 2013     | Itaru Hinoue      |
| 05         | そんな遊びはいけません！～君がいると世界観が乱れる～ (Sonna Asobi wa Ikemasen! – Kimi ga Iru to Sekaikan ga Midareru)   | 8. Feb. 2013     | Yone Kazuki       |
| 06         | 奇行少女は傷つかない (Kikō Shōjo wa Kizutsukanai)                                                                       | 15. Feb. 2013    | Shunsuke Tomose   |
| 07         | お兄ちゃんだけど愛さえあれば妹が増えても関係ないよねっ (Onii-chan dakedo Ai sae Areba Imōto ga Fuetemo Kankeinai yo ne) | 22. Feb. 2013    | Kobuichi          |
| 08         | 俺の幼なじみが修羅場すぎる (Ore no Osananajimi ga Shuraba Sugiru)                                                       | 1. März 2013     | Peko              |
| 09         | 迷い猫オーバーヒート (Mayoi Neko Ōbāhīto)                                                                               | 8. März 2013     | Gekka Urū         |
| 10         | 残念王と笑えない話 (Zannen Ō to Waraenai Hanashi)                                                                       | 15. März 2013    | Yū Kamiya         |
| 11         | 迷えるチキンな俺 (Mayoeru Chikin na Ore)                                                                                | 22. März 2013    | Hinata Katagiri   |
| 12         | 僕は友達が… (Boku wa Tomodachi ga…)                                                                                     | 29. März 2013    | —                 |

#### Synchronisation
| Rolle               | japanischer Sprecher (Seiyū) | deutscher Sprecher |
| ------------------- | ---------------------------- | ------------------ |
| Kodaka Hasegawa     | Ryohei Kimura                | Sebastian Schulz   |
| Yozora Mikazuki     | Marina Inoue                 | Laurine Betz       |
| Sena Kashiwazaki    | Kanae Itō                    | Nicole Hannak      |
| Kobato Hasegawa     | Kana Hanazawa                | Josephine Schmidt  |
| Rika Shiguma        | Misato Fukuen                | Magdalena Höfner   |
| Yukimura Kusunoki   | Nozomi Yamamoto              | Daniela Molina     |
| Maria Takayama      | Yuka Iguchi                  | Mia Maron          |
| Pegasus Kashiwazaki | Ryōtarō Okiayu               |                    |
| Stella              | Ryōka Yuzuki                 |                    |

#### Musik
Im Vorspann der Serie wurde eine Kurzfassung des Titels Zannenkei Rinjinbu Hoshi Futatsuhan (残念系隣人部★★☆) gespielt. Dieser wurde von den Seiyū der Serie (Marina Inoue, Kanae Itō, Nozomi Yamamoto, Misato Fukuen, Kana Hanazawa und Yuka Iguchi) interpretiert. Der Abspann wurde mit der Kurzfassung des Titels Watashi no Ki-mo-chi (私のキ・モ・チ) unterlegt, der von Marina Inoue gesungen wurde. Beide Titel erschienen am 26. Oktober 2011 und 25. November 2011 als gleichnamige Single in Japan.

### Computerspiel
Ebenfalls auf der Handlung der Light Novel aufbauend entwickelte Namco Bandai Games das Ren’ai Adventure Boku wa Tomodachi ga Sukunai Portable für die PlayStation Portable. Es erschien am 23. Februar 2012 im Handel. Typisch für ein Japanisches Adventure enthält es mehrere Enden, wovon eines unter anderem ein so genanntes Harem Ending ist, wobei die weiblichen Hauptfiguren in der Schwangerschaft gezeigt werden.